# Jesús Zamora Bonilla
Jesús Pedro Zamora Bonilla (Madrid, 1963) es un filósofo y escritor español. Es catedrático de Lógica y Filosofía de la Ciencia en la UNED, y decano de la facultad de Filosofía de esa universidad desde 2015.
Estudió en Universidad Autónoma de Madrid, donde hizo el doctorado en Filosofía y Ciencias Económicas. Ha sido docente en diversos institutos de Madrid y profesor de economía de la Universidad Carlos III desde 1994. El 2002 se incorporó como profesor titular de la UNED, y desde 2008 es catedrático de filosofía.
Como autor, tiene influencias de Robert Merton, Bruno Latour o Philip Kitcher, y trata cuestiones sobre la calidad epistémica de las instituciones, las normas y las decisiones adoptadas por los investigadores, en la línea del área conocida como “economía del conocimiento científico”, y que ha desarrollado en sus obras, defendiendo una visión positivista o cientificista del conocimiento.

## Obras destacadas

#### No ficción
- Cuestión de protocolo (Tecnos, 2005 ISBN 9788430958030)
- La caverna de Platón y los cuarenta ladrones (Le Pourquois-pas?, 2011 ISBN 9788436248845)
- Sacando consecuencias: una filosofía para el siglo XXI (Tecnos, 2017 ISBN 9788430971107)
- Contra apocalípticos: ecologismo, animalismo, posthumanismo (Shackleton Books, 2021 ISBN 9788418139550)[6]

#### Ficción
- Regalo de Reyes (Booket-Planeta ISBN 9788408136491)
- Errar es de ángeles (ISBN 9781717706270), la cual es una sátira sobre el origen del islam y su relación con el arrianismo. La obra fue finalista del Premio Fernando Lara de Novela 2018.
- Nosotros, los octogésimos (2020 ISBN 9798636792871).